# Luciana Alves dos Santos
Luciana Alves dos Santos (Ilhéus, 10 de fevereiro de 1970) é uma atleta brasileira do salto triplo.

## Biografia
Começou a praticar o esporte aos 15 anos de idade, na Escola Santa Olímpia, em São Bernardo do Campo.
Em 26 de junho de 1999 participou do Campeonato Sul-americano de Atletismo em Bogotá, Colômbia. Na competição, saltou 6,81 metros, ganhando a medalha de prata, ficando atrás da também brasileira Maurren Maggi, que saltou 7,26 e ficou com o ouro.
Competiu nas Olimpíadas de 2000 em Sydney, quando disputou o salto em distância, mas não passou da etapa eliminatória. Disputou também o salto triplo.
Em 30 de maio de 2004 obteve seu melhor resultado, fazendo um tempo de 11s40 nos 100 metros rasos em Cochabamba, na Bolívia. Em julho do mesmo ano fez um tempo ainda melhor, de 11s37, mas que não é considerado devido ao vento a favor.
Em agosto de 2004 participou das Olimpíadas de 2004 em Atenas. Na ocasião, competiu na prova de revezamento 4 x 100 m. A equipe brasileira teve o tempo de 43s12, ficando em 4º lugar na primeira prova, e não puderam disputar a final.
Competiu nos Jogos Pan-americanos de 2007, no Rio de Janeiro. Nos 100 metros rasos, teve o tempo de 11s82, terminando em 19º lugar. Disputou também o revezamento 4 x 100m.
Em 2020, atua como Diretora Técnica da Federação Paulista de Atletismo (FPA).

### Bobsled
Além do atletismo, Luciana Alves disputou também o esporte de gelo bobsled, pelo qual chegou a ganhar uma etapa da Copa América, em 2002. Na ocasião, disputou com a canadense naturalizada brasileira Sarah Monk Paes.

## Instituto
Desde 2017, o Instituto Luciana Alves dos Santos atua em São Bernardo do Campo - SP atendendo crianças. O instituto tem objetivo de "oferecer esporte educacional de qualidade que atenda crianças e jovens que querem praticar atividades físicas e culturais" e também homenagear Luciana.

## Homenagens
Em maio de 2023 recebeu a homenagem na Exposição Atleta Treinador, durante o 99º Campeonato Paulista de Atletismo.

## Principais conquistas no salto triplo[2]
- Hexacampeã paulista de 1996 a 2001
- Bicampeã brasileira em 1999 e 2000
- Campeã sul-americana nos Jogos de Bogotá em 1999
- Medalha de prata no Ibero-Americano em 2000 e 2002
- Participação na Olimpíada de Sydney (no salto triplo e no salto em distância) em 2000
- Medalha de prata do Troféu Brasil de Atletismo em 2002
- Participação na Olimpíada de Atenas em 2004